# Großer Preis von Agadir 1954, 3. Rennen

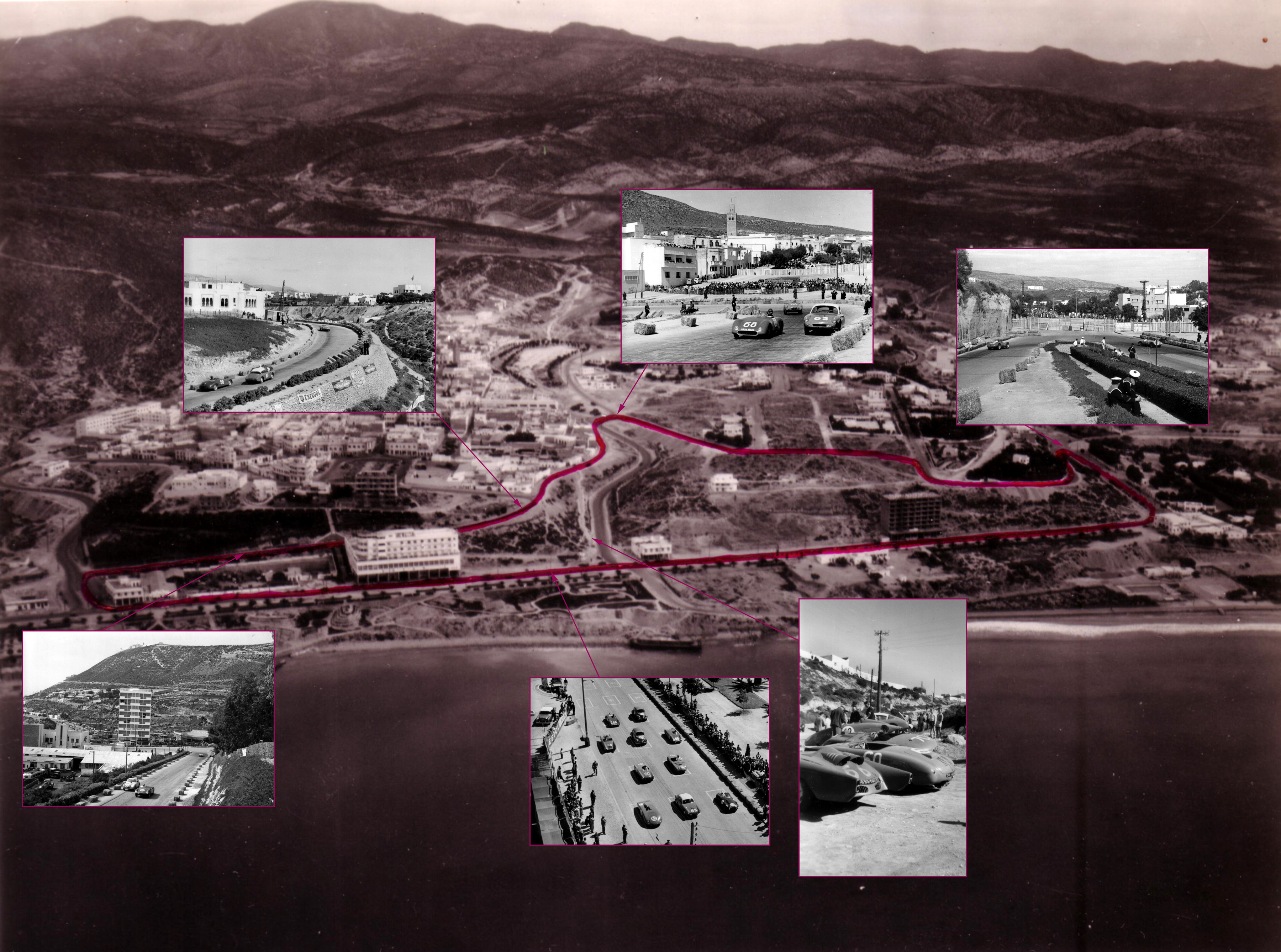
Streckenlayout des Großen Preises von Agadir 1954

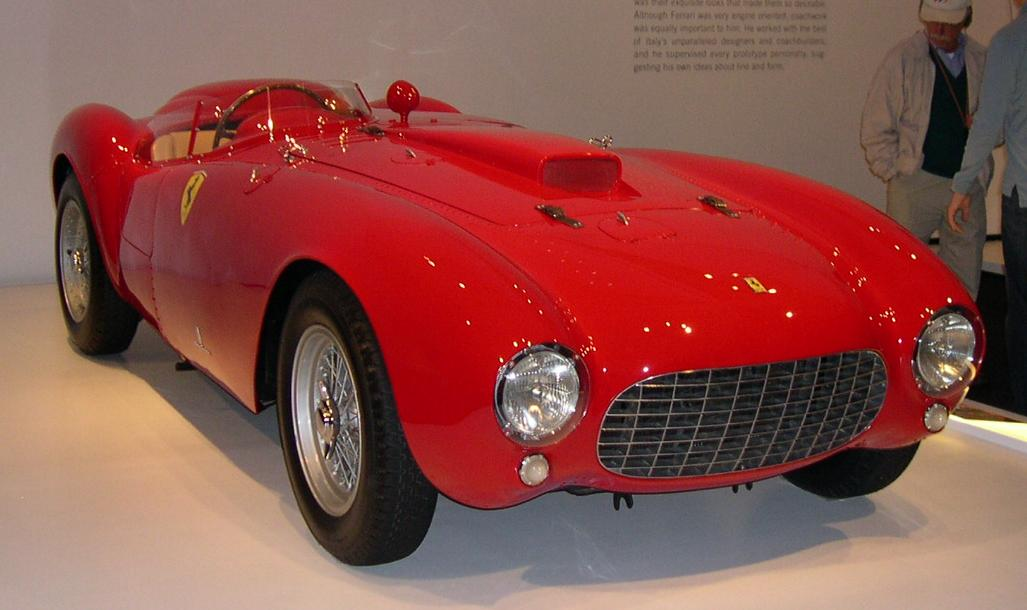
Ferrari 375 Plus

Der Große Preis von Agadir 1954, auch Grand Prix di Agadir, Morocco, war ein Sportwagenrennen für Fahrzeuge über 2-Liter-Hubraum, das am 28. Februar dieses Jahres auf einem Rundkurs in Agadir ausgefahren wurde. Das Rennen zählte zu keiner Rennserie.

## Das Rennen
Der Große Preis von Agadir wurde 1954 als Sportwagenrennen für drei Rennklassen ausgeschrieben. Für die 1950er-Jahre nicht unüblich gingen die jeweiligen Klassen nicht gemeinsam in einem Rennen, sondern bei drei unabhängigen Veranstaltungen an den Start. Als erste fuhren Sportwagen bis zu einem Hubraum von 1,1-Liter. Siegreich blieb der Marokkaner Jean Heyder-Bruckner auf einem Reac Dyna.
Nach dem Erfolg von François Picard im Werks-Ferrari 500 Mondial im Rennen für Wagen bis 2-Liter-Hubraum, holte sich dessen Teamkollege Giuseppe Farina im Ferrari 375 Plus beim dritten Lauf des Tages den Sieg beim Rennen über 2-Liter-Hubraum.

## Ergebnisse

### Schlussklassement
| Pos. | Klasse  | Nr. | Team              | Fahrer            | Fahrzeug         | Runden |
| ---- | ------- | --- | ----------------- | ----------------- | ---------------- | ------ |
| 1    | S + 2.0 | 40  | Scuderia Ferrari  | Giuseppe Farina   | Ferrari 375 Plus | 50     |
| 2    | S + 2.0 | 46  | Equipe Gordini    | Jean Behra        | Gordini T24S 3.0 | 50     |
| 3    | S + 2.0 | 43  | Piero Scotti      | Piero Scotti      | Ferrari 375MM    |        |
| 4    | S + 2.0 | 45  | Equipe Gordini    | André Guelfi      | Gordini T16S 2.5 | 47     |
| 5    | S + 2.0 | 42  | Michel Poberejsky | Michel Poberejsky | Aston Martin DB3 |        |
| 6    | S + 2.0 | 41  |                   | Jean Lucas        | Ferrari          |        |
| 7    | S + 2.0 |     |                   | Louis Rosier      | Ferrari          |        |

### Nur in der Meldeliste
Zu diesem Rennen sind keine weiteren Meldungen bekannt.

### Klassensieger
| Klasse  | Fahrer          | Fahrzeug         | Platzierung im Gesamtklassement |
| ------- | --------------- | ---------------- | ------------------------------- |
| S + 2.0 | Giuseppe Farina | Ferrari 375 Plus | Gesamtsieg                      |

### Renndaten
- Gemeldet: unbekannt
- Gestartet: unbekannt
- Gewertet: unbekannt
- Rennklassen: 1
- Zuschauer: unbekannt
- Wetter am Renntag: unbekannt
- Streckenlänge: unbekannt
- Fahrzeit des Siegerteams: 1:13:05,200 Stunden
- Gesamtrunden des Siegerteams: 40
- Gesamtdistanz des Siegerteams: 121,750 km
- Siegerschnitt: 99,940 km/h
- Pole Position: unbekannt
- Schnellste Rennrunde: Giuseppe Farina – Ferrari 375 Plus (#40) – 1:25,600 = 102,410 km/h
- Rennserie: zählte zu keiner Rennserie